# Adolf Robinson

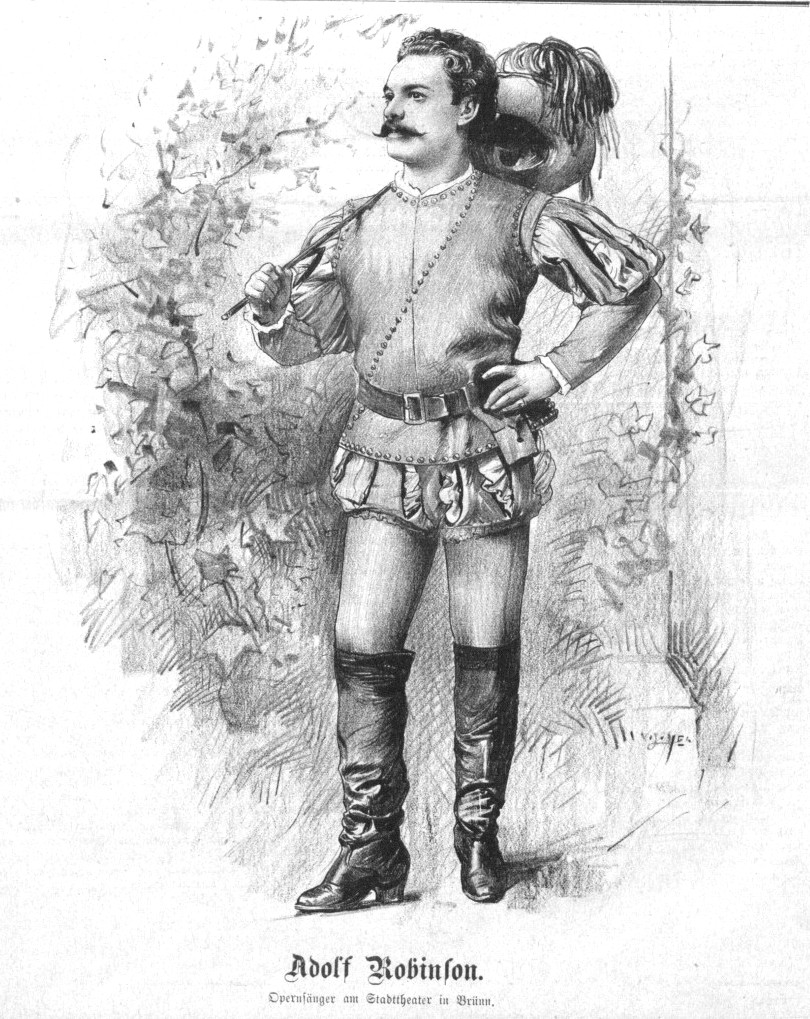
Adolf Robinson (1893)

Adolf Robinson (* 8. Juli 1838 in Stanislau, Galizien; † 25. August 1920 in Wien) war ein österreichischer Opernsänger (Bariton) und Gesangslehrer.

## Leben
Als Schüler des Gesangspädagogen Francesco Lamperti (1811–1892) in Mailand wurde Adolf Robinson seinerzeit zu einem der gefeiertsten Baritonisten auf der deutschen Opernbühne und einer der ersten Sänger der Opern Richard Wagners. Zusammen mit Albert Niemann, Lilli Lehmann und anderen war er auch in den Vereinigten Staaten von Amerika sehr erfolgreich.
In späteren Jahren lebte er in Brünn, ab 1898 in Wien und gab Gesangsunterricht. Zu seinen Schülern zählten unter anderen Rudolf Berger, Joseph Schwarz und Leo Slezak.
Er war ab 1870 verheiratet mit der Sopranistin Eleonore Robinson (geb. Hahn, ab 1875 Hahn von Hahnenheim) (* 1845 in Horn; † 1918 in Wien), die ab 1869 der Wiener Hofoper angehörte.
Der Ehe entsprangen die Töchter Ada Robinson sowie die Schauspielerin Luise Poglodowska, geb. Robinson (1884–1934), die Geliebte und spätere Pflegerin des „schönen“ Erzherzogs Otto und verheiratet mit dem polnischen Baron Poglodowsky.

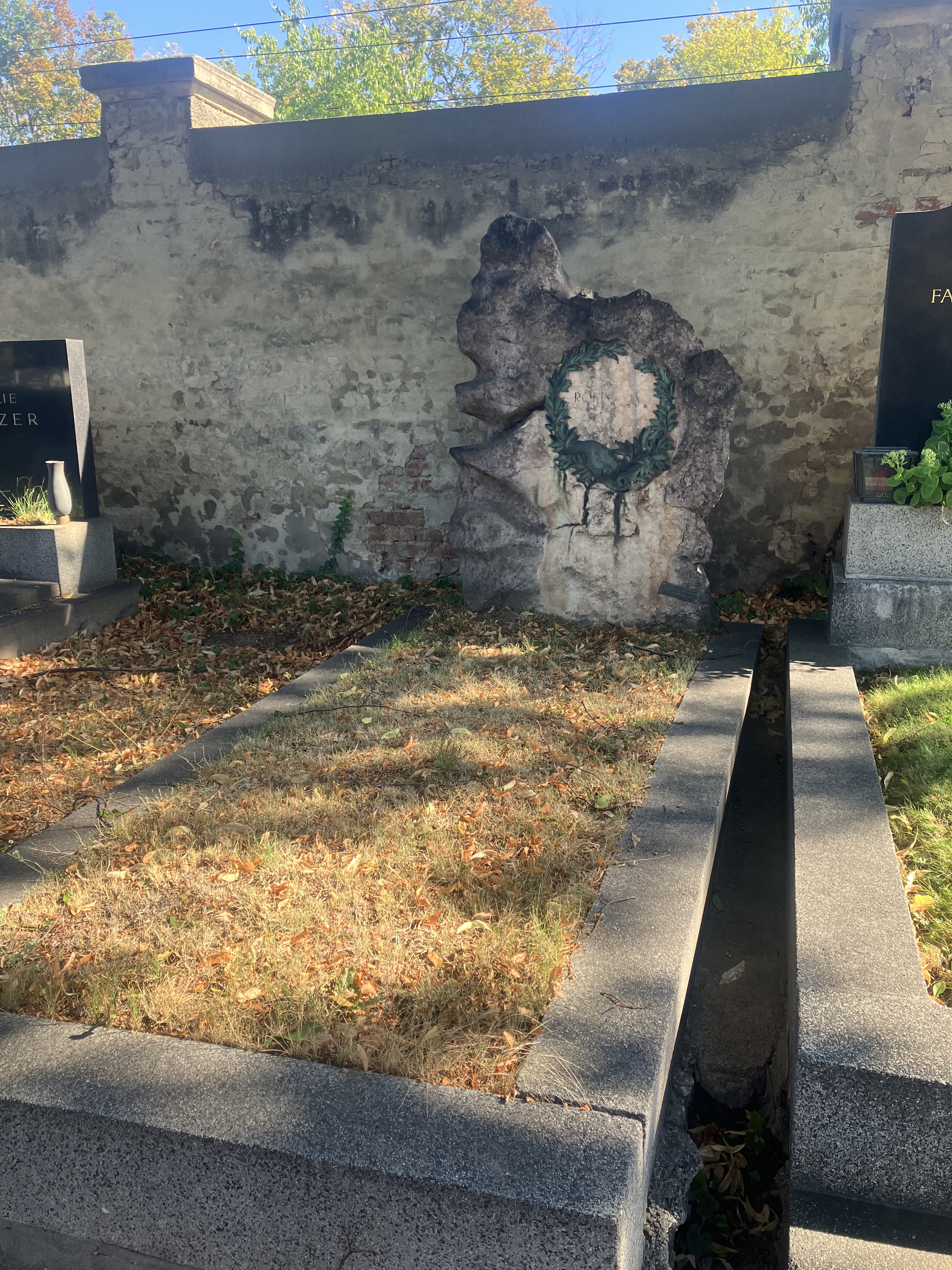
Grab der Familie Robinson auf dem Wiener Zentralfriedhof

Adolf, Eleonore und Luise wurden am Wiener Zentralfriedhof (Gruppe: 0 Reihe: 0 Nummer: 115) bestattet.